# Rieumajou
Rieumajou est une commune française située dans l'est du département de la Haute-Garonne, dans la région Occitanie.
Sur le plan historique et culturel, la commune est dans le Lauragais, l'ancien « Pays de Cocagne », lié à la fois à la culture du pastel et à l’abondance des productions, et de « grenier à blé du Languedoc ». Exposée à un climat océanique altéré, elle est drainée par le ruisseau de Favayrol, le ruisseau du Marès et par divers autres petits cours d'eau.
Rieumajou est une commune rurale qui compte 137 habitants en 2022, après avoir connu une forte hausse de la population depuis 1975. Elle fait partie de l'aire d'attraction de Toulouse.
Ses habitants sont les Rieumajois et Rieumajoises ou, au XIXe siècle, chez nombre d'auteurs, les Rivomajorains et Rivomajoraines.

## Géographie
Commune de l'aire d'attraction de Toulouse située dans le Lauragais, à 44 km au sud-est de Toulouse. Son territoire mesure environ 4 km de long sur 1,4 km de large. C'est une commune limitrophe avec le  département de l'Aude.

### Communes limitrophes
Rieumajou est limitrophe de cinq autres communes dont une dans le département de l'Aude.
Les communes limitrophes sont  Avignonet-Lauragais, Folcarde, Lux, Montmaur et Mourvilles-Hautes.
|     | Mourvilles-Hautes |                     |
| Lux | Rieumajou         | Montmaur (Aude)     |
|     | Folcarde          | Avignonet-Lauragais |

### Géologie et relief
L'altitude la plus élevée atteint 250 m et se situe à Lamis, les points les plus bas (à l'ouest et à l'est), sont à environ 170 m au-dessus du niveau de la mer.
"Envisagé d'une manière générale, le sol de la commune présente un plan relevé au centre où se trouve la métairie de Lamis, point central et culminant de la localité. Incliné vers l'ouest, il forme, entre les hameaux d'en Frayssé ou Lissartol, au nord, d'En Salvy au sud et du village à l'ouest, un joli plateau auquel on peut donner pour centre le lieu appelé vulgairement Croix de la Mission".

### Hydrographie

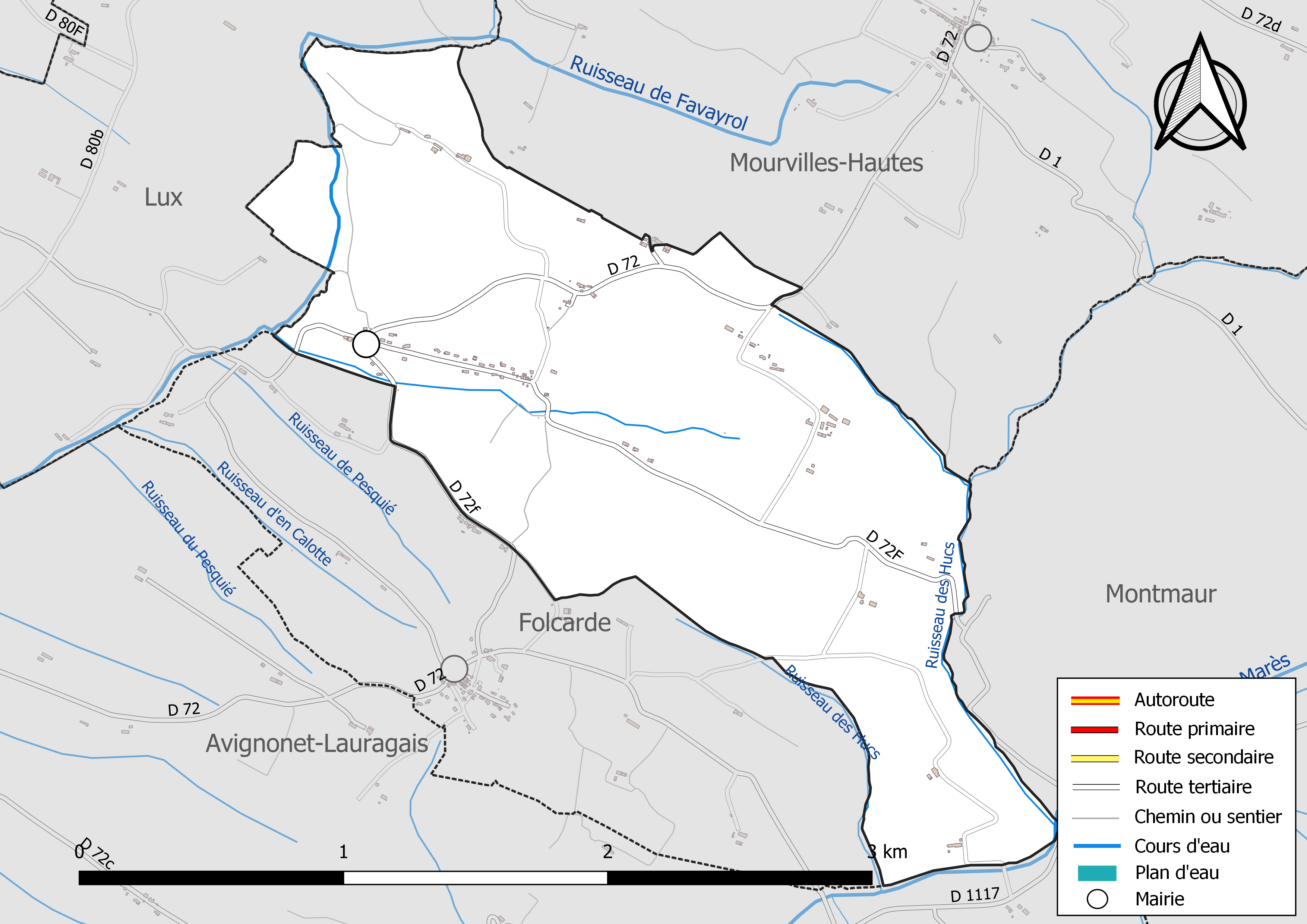
Réseaux hydrographique et routier de Rieumajou.

La commune est dans le bassin de la Garonne, au sein du bassin hydrographique Adour-Garonne. Elle est drainée par le ruisseau de Favayrol, le ruisseau du Marès, le ruisseau des Hucs, le ruisseau des Hucs et par divers petits cours d'eau, constituant un réseau hydrographique de 5 km de longueur totale,.
Le ruisseau de Favayrol, d'une longueur totale de 10,3 km, prend sa source dans la commune de Mourvilles-Hautes et s'écoule du nord-est au sud-ouest. Il traverse la commune et se jette dans le Marès à Renneville, après avoir traversé 6 communes.
Le ruisseau du Marès, d'une longueur totale de 14,6 km, prend sa source dans la commune de Saint-Félix-Lauragais et s'écoule du nord-est au sud-ouest. Il traverse la commune et se jette dans le Marès à Avignonet-Lauragais, après avoir traversé 5 communes.

### Climat
Pour des articles plus généraux, voir Climat de l'Occitanie et Climat de la Haute-Garonne.
En 2010, le climat de la commune est de type climat du Bassin du Sud-Ouest, selon une étude s'appuyant sur une série de données couvrant la période 1971-2000. En 2020, Météo-France publie une typologie des climats de la France métropolitaine dans laquelle la commune est exposée à un climat océanique altéré et est dans la région climatique  Aquitaine, Gascogne, caractérisée par une pluviométrie abondante au printemps, modérée en automne, un faible ensoleillement au printemps, un été chaud (19,5 °C), des vents faibles, des brouillards fréquents en automne et en hiver et des orages fréquents en été (15 à 20 jours).
Pour la période 1971-2000, la température annuelle moyenne est de 13 °C, avec une amplitude thermique annuelle de 15,7 °C. Le cumul annuel moyen de précipitations est de 776 mm, avec 10,1 jours de précipitations en janvier et 5,2 jours en juillet. Pour la période 1991-2020, la température moyenne annuelle observée sur la station météorologique la plus proche, située sur la commune de Saint-Félix-Lauragais à 9 km à vol d'oiseau, est de 13,5 °C et le cumul annuel moyen de précipitations est de 673,9 mm,. Pour l'avenir, les paramètres climatiques de la commune estimés pour 2050 selon différents scénarios d'émission de gaz à effet de serre sont consultables sur un site dédié publié par Météo-France en novembre 2022.

## Urbanisme

### Typologie
Au 1er janvier 2024, Rieumajou est catégorisée commune rurale à habitat dispersé, selon la nouvelle grille communale de densité à sept niveaux définie par l'Insee en 2022.
Elle est située hors unité urbaine. Par ailleurs la commune fait partie de l'aire d'attraction de Toulouse, dont elle est une commune de la couronne,. Cette aire, qui regroupe 527 communes, est catégorisée dans les aires de 700 000 habitants ou plus (hors Paris),.

### Occupation des sols

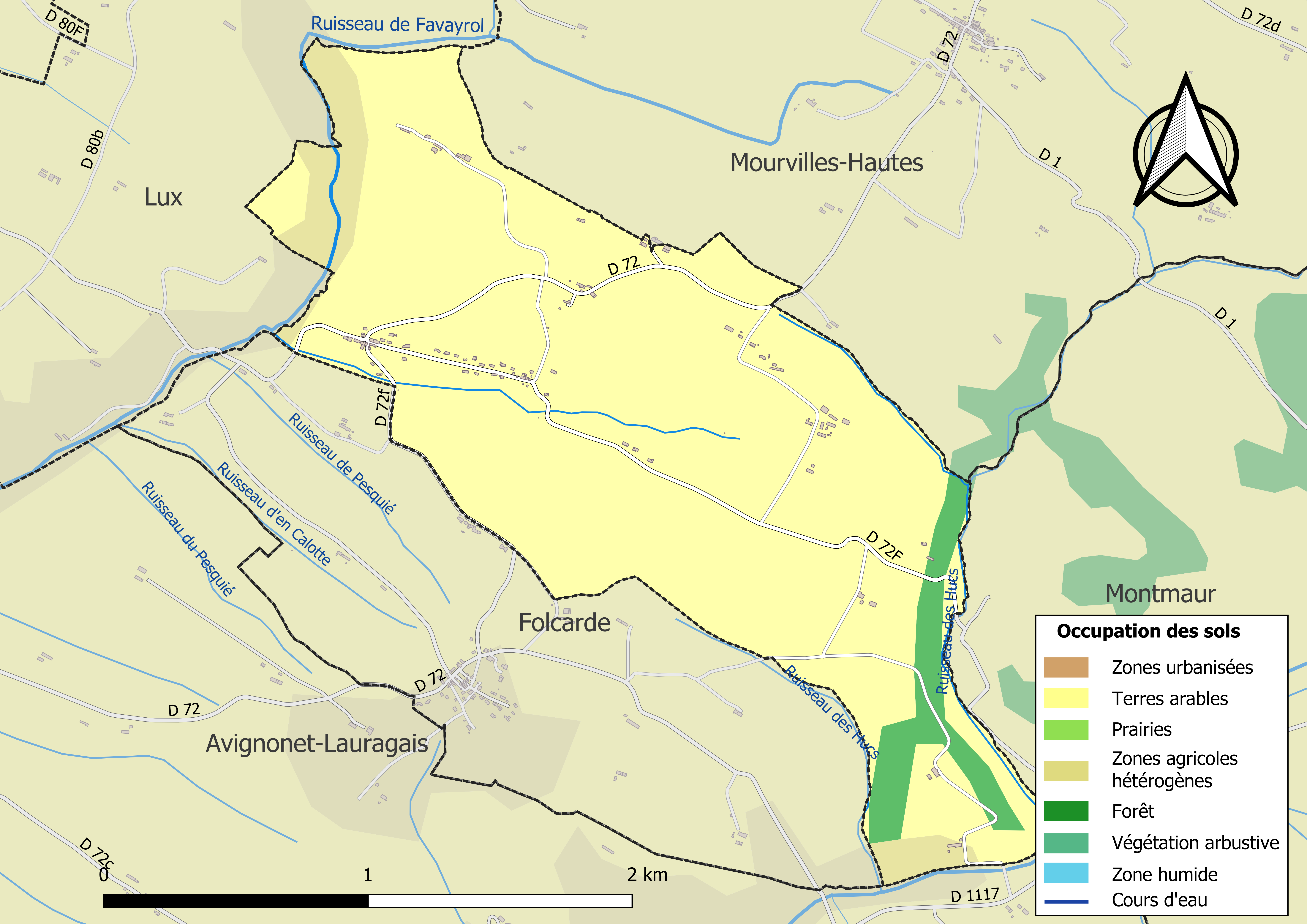
Carte des infrastructures et de l'occupation des sols de la commune en 2018 (CLC).

L'occupation des sols de la commune, telle qu'elle ressort de la base de données européenne d’occupation biophysique des sols Corine Land Cover (CLC), est marquée par l'importance des territoires agricoles (94,8 % en 2018), une proportion identique à celle de 1990 (94,8 %). La répartition détaillée en 2018 est la suivante : 
terres arables (88,3 %), zones agricoles hétérogènes (6,5 %), forêts (5,2 %). L'évolution de l’occupation des sols de la commune et de ses infrastructures peut être observée sur les différentes représentations cartographiques du territoire : la carte de Cassini (XVIIIe siècle), la carte d'état-major (1820-1866) et les cartes ou photos aériennes de l'IGN pour la période actuelle (1950 à aujourd'hui).

### Voies de communication et transports
Accès avec les routes départementales D 72, D 72F et D 72f.

### Risques majeurs
Le territoire de la commune de Rieumajou est vulnérable à différents aléas naturels : météorologiques (tempête, orage, neige, grand froid, canicule ou sécheresse), inondations et séisme (sismicité très faible). Un site publié par le BRGM permet d'évaluer simplement et rapidement les risques d'un bien localisé soit par son adresse soit par le numéro de sa parcelle.
Certaines parties du territoire communal sont susceptibles d’être affectées par le risque d’inondation par débordement de cours d'eau, notamment le ruisseau de Favayrol. La commune a été reconnue en état de catastrophe naturelle au titre des dommages causés par les inondations et coulées de boue survenues en 1982, 1998, 1999, 2009 et 2017,.

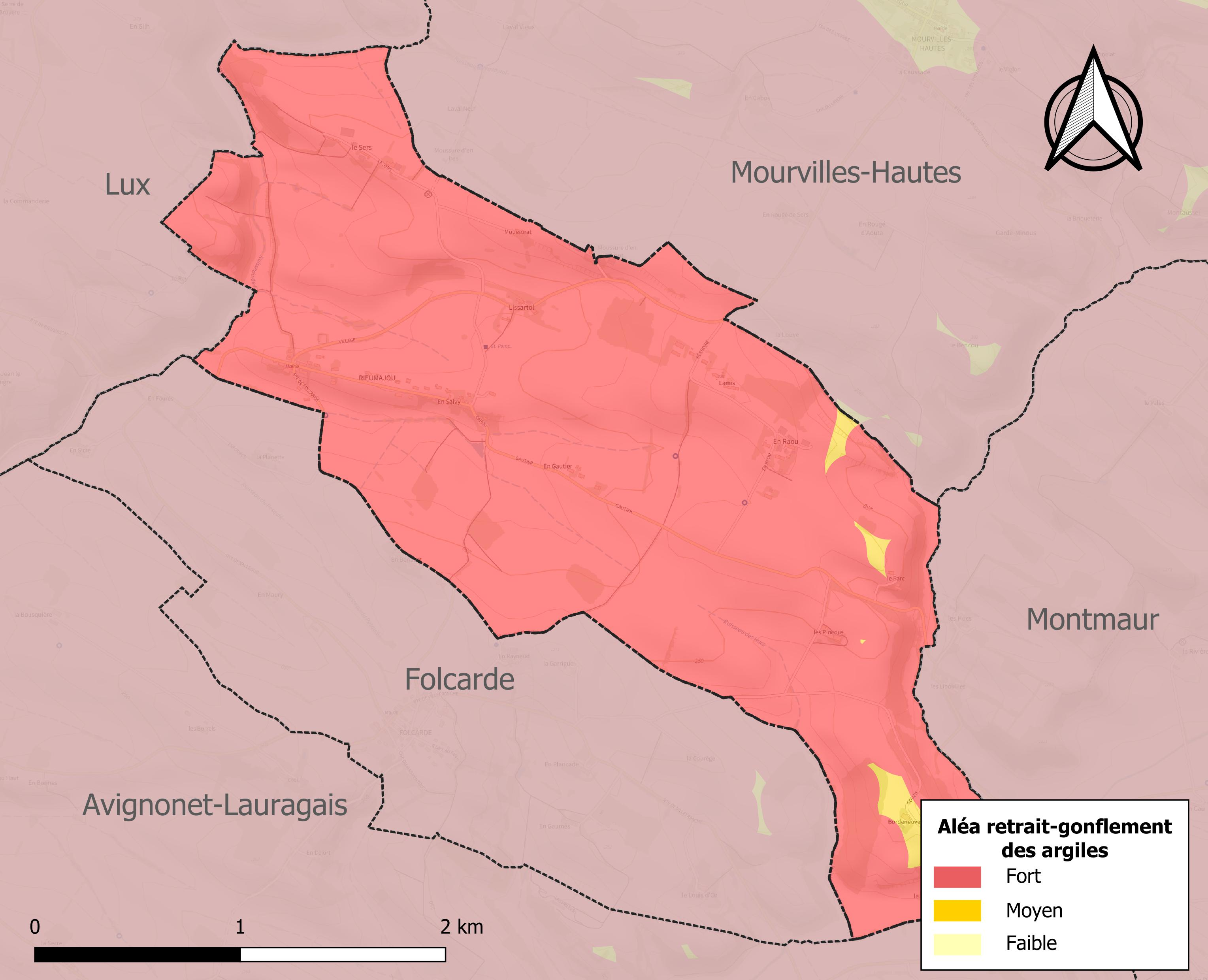
Carte des zones d'aléa retrait-gonflement des sols argileux de Rieumajou.

Le retrait-gonflement des sols argileux est susceptible d'engendrer des dommages importants aux bâtiments en cas d’alternance de périodes de sécheresse et de pluie. La totalité de la commune est en aléa moyen ou fort (88,8 % au niveau départemental et 48,5 % au niveau national). Sur les 55 bâtiments dénombrés sur la commune en 2019, 55 sont en aléa moyen ou fort, soit 100 %, à comparer aux 98 % au niveau départemental et 54 % au niveau national. Une cartographie de l'exposition du territoire national au retrait gonflement des sols argileux est disponible sur le site du BRGM,.
Par ailleurs, afin de mieux appréhender le risque d’affaissement de terrain, l'inventaire national des cavités souterraines permet de localiser celles situées sur la commune.
Concernant les mouvements de terrains, la commune a été reconnue en état de catastrophe naturelle au titre des dommages causés par la sécheresse en 2003 et par des mouvements de terrain en 1999.

## Toponymie
Rieumajou apparaît dans le Livre du Prévôt de Toulouse sous le nom de « Rivo Maiori » d'où l'ancienne appellation  de Rivomajorains qui servait à désigner les habitants du lieu.

## Histoire

### Moyen Âge
Rieumajou, terre d'église
Depuis très certainement avant 1172, date à laquelle certains contrats de reconnaissance furent passés en l'étude de maître Lamy notaire par Arnaude, femme de Raymond Bauguel, Raymonde, femme de Bernard Bauguel, Bernard Calguy et Raymond Yzarny de Saint Félix, une grande partie du territoire de la juridiction appartenait au chapitre des chanoines de l'église métropolitaine de Saint-Étienne de Toulouse et les prévôts successifs du chapitre de cette église furent les seigneurs de Rieumajou jusqu'à la fin du XVIe siècle.
Au folio LI. du livre déjà cité, nous lisons « dictus dominus prepositus [habet] locum vocatum de Rivomaiore … magnum hospicium suum proprium …et habet nemus vocatum de la Sale, totum clausum fossatis, continens septem sextariatas terre seu circa. ». Autrement dit, à Rieumajou, le prévôt de Toulouse possédait en propre une grande habitation appelée la Sale, et un bois appelé de la Sale, clos de fossés, et d'une contenance de sept seterées (un peu plus de quatre hectares). Il y possédait également en propre, une bonne part de la terre : 54 terres, maisons, jardins ou bois qui se trouvaient aux mains de près de 50 fermiers et était nanti d'un droit d’habitation (hospicium) sur quatre familles. De plus, il exerçait le domaine souverain, haut et bas domaine, sur toutes les terres qui se trouvaient, en 1387, aux mains de Pons Ysalguier, un des membres importants de la famille des Ysalguier, la plus riche peut-être de Toulouse au XIIIe et XIVe siècles. Au XVe siècle, ces terres passèrent aux La Planhole : Arnaud et Martin père et fils.

### XVIIesiècle
Les seigneurs laïcs
Après les guerres de Religion, l'église devant se séparer de bon nombre de ses biens pour reconstruire les quatre lieux de culte qui avaient été incendiés à Lux, Mourvilles-Hautes, Juzes et Saint-Jean de Lugardès, céda ses propriétés de Rieumajou et de Folcarde à un laïc récemment anobli : Michel de Charles, conseiller au présidial de Castelnaudary.
Jacquette de Charles, fille de Michel, épousa Monsieur Maître de Sérignol conseiller du Roi et son juge criminel en la sénéchaussée de Lauragoix. Dans les contrats de reconnaissances passés ensuite, Damoiselle Jacquette et Monsieur Maître de Sérignol mariés sont désignés comme seigneurs de Rieumajou. Leur fils, Jean-Baptiste de Sérignol épousa Marianne de Cambolas le 27 février 1661.

Enfin, Pierre de Sérignol fils de Jean-Baptiste, par testament daté du 20 février 1731, fit héritier de tous ses biens, son cousin, François de Cambolas. Toutefois, dans ce testament, il précisa : 

« Je donne aux habitants de Rieumajou qui ont fait bastir une église, et qui n’ont pas de quoy  y faire dire la Messe, la métairie de Saint Jean, en l’estat qu’elle se trouvera, laquelle métairie ils affermeront et du produit en feront dire la Messe, les festes et dimanches ; si cependant Monsieur le Curé de Mourvilles vouloit prendre la dite métairie et tenir un vicaire à Rieumajou, je veux qu’on la luy donne après que les habitants auront pris toutes les précautions nécessaires pour leur sûreté et pour que l’on ne puisse pas la détériorer en quelque manière que ce soit, et je veux que les consuls et seigneur du lieu dirigent cette affaire, et pourvoyent aux difficultés qui pourront naître dans les suites… De cent livres que Castel, et Gregory me doivent, je veux qu’ils en soient quittes moyennant cinquante livres qu’ils payeront dans un an, moitié aux dits consuls de Rieumajou pour donner aux pauvres. »

.
Les Cambolas, ancienne famille originaire du Rouergue, qui donna plusieurs conseillers et présidents au parlement de Toulouse, tinrent la seigneurie de Folcarde et Rieumajou à partir de 1731, lorsque Messire François de Cambolas (1659-1743), seigneur de Fossat et Castelpigon, hérita de son cousin Pierre de Sérignol et devint également seigneur de Folcarde et Rieumajou. Il mourut sous-doyen du Parlement de Toulouse.
Son fils, Jean de Cambolas, né à Toulouse le 2 avril 1692 et décédé le 14 décembre 1747, reçu conseiller au parlement de Toulouse en 1718, lui succéda.
Enfin, François-Géraud Bernard (1741-1820), seigneur de Folcarde, Rieumajou, porta également le titre de seigneur de Saint-Jean-de-la Garde et Saint-Vincent car, le 14 janvier 1788, il acheta, à Joseph-Alexandre de Régnier, baron de Lux, les fiefs de Lux et Saint-Jean-de-Lugardès. En 1789, il prit part à l'assemblée de la noblesse de Toulouse et à celle de la sénéchaussée de Castelnaudary.
La même année, il émigra en Italie. Ses biens de Rieumajou, Folcarde, Saint-Vincent, Avignonet et Lux, furent séquestrés comme biens nationaux, évalués à 3 127 267 livres, ils comprenaient un château, des métairies et environ 300 arpents (170 709 hectares) de terres.
En 1795, alors qu'il se trouvait à Vérone, en Italie, il reçut de Louis XVIII, le titre de marquis, avec une pension de 1 200 livres sur la maison du Roi.
Il revint en France en 1803 et mourut le 28 septembre 1820 à Labastide-Saint-Pierre. De nos jours, son descendant direct a sa résidence en Anjou.

### XVIIIesiècle
L'érection de la communauté en paroisse

En 1774, après une procédure de plusieurs années, Rieumajou fut séparée de Mourvilles-Hautes et devint paroisse entière et indépendante, comme nous le précise l'extrait des registres du Parlement de Toulouse qui suit : 

« Vu les lettres-patentes données à Marly au mois de juillet dernier signées Louis … La cour ordonne que les lettres-patentes du mois de juillet dernier qui approuvent et confirment le décret du Sieur archevêque de Toulouse du vingt six octobre mil sept cens soixante treize qui sépare et démembre à perpétuité de la parroisse de Morvilles Hautes la communauté de Rieumajou et l'érige en titre perpétuel de bénéfice cure … seront enregistrées dans les registres de ladite cour, pour par les sindics, consuls et communauté de Rieumajou jouir de l'effet du contenu en icelles selon leur forme et teneur. Prononcé à Toulouse en parlement. le seize novembre mil sept cens soixante quatorze »

À noter que les fonts baptismaux de l'église actuelle portent la date de 1775.
Michel Cérès fut le seul curé titulaire de la paroisse nouvelle de Rieumajou jusqu'à la Révolution.

### L'an I de la République française
« Le présent Registre a été arrêté Clos par nous Maire dud. Lieu Soussigné Cejourd'hui vingt huit novembre mil sept Cent quatre vingt douse l'an premier de la République française. Salatgé Maire. »

Dans le registre paroissial, la page est tournée, la monarchie cède la place à la république.

### XIXesiècle

#### 1813
Extrait du registre des délibérations du conseil municipal :
« Du douzième jour du mois de may mil huit cent treize, dans la commune de Rieumajou, arrondissement de Villefranche département de la Haute-Garonne, par devant nous Pierre Lagarde, Maire de la dite commune: se sont rendus sur notre invitation au lieu ordinaire des séances de la mairie :
MMS Calmel Paul, Calmel Jean, Demur Jean, Montauriol Jean, Salatgé Raymond, Marty Paul, Fraysse Pierre, Bosc Paul, Donnadieu Raymond et Donnadieu Aimé, tous les dix membres du conseil municipal nouvellement élus, lesquels ici présents ont individuellement prêté en nos mains le serment suivant :
Je jure obéissance aux Constitutions de l'empire et fidélité à l'Empereur ».

#### 1824
« L'an mil huit cent vingt quatre et le dix neuvième jour du mois de décembre, Monsieur le maire de la commune de Rieumajou a extraordinairement convoqué le conseil municipal au lieu ordinaire de ses séances, d'après l'autorisation qui lui a été donnée par Mr le Sous-Préfet en date du 7e courant […]
le dit Sieur Maire a dit: vous n'ignorez pas qu'il fera bientôt un an, que nous achetâmes des vases sacrés pour le service du culte divin et que nous n'avons pas encore fini de payer à la Dame Samsson orfèvre à Toulouse à laquelle nous lui restâmes la somme de quatre vingt quatorze francs, qu'il lui faut payer […] les membres du conseil ont unanimement répondu qu'ils sont d'avis de payer la dite Dame Samsson aux dépens du traitement qui avait été voté précédemment pour M. notre curé, suppliant Mr le Sous-Préfet d'agréer et de faire agréer le changement d'emploi de cette somme qui est entre les mains du receveur municipal afin de les autoriser d'en percevoir le montant pour payer les dits vases, ainsi a été délibéré et ont tous signé ».

#### 1832
Cette année-là il fut question  de réunir les communes de Rieumajou et de Folcarde.
Voici le compte rendu de la délibération du conseil municipal relatif à cette question :
« l'an mil huit cent trente deux et le dix juin, le conseil municipal de la commune de Rieumajou s'est assemblé, présents: Mrs. Donnadieu maire, Fraisse adjoint, Cau Pierre, Dabau Pierre, Mazières Guilhaume, Barthelémy Marc, Bosc Paul, Calmeil Pierre, Cros Antoine, Fraisse Paul.
"Monsieur le Maire a exposé que Mr. le Sous-Préfet de l'arrondissement de Villefranche l'avait autorisé à assembler le Conseil par la lettre du dix avril dernier afin de délibérer sur la nécessité de réunir la commune de Rieumajou avec la commune la plus voisine en conservant les rapports de convenance et de localité qui pourraient exister,laquelle demande n'aurait été provoquée par Mr le Sous-Préfet que d'après les vœux exprimés par le conseil d'arrondissement.
"Le conseil après en avoir délibéré, considérant que la commune la plus voisine de Rieumajou est celle de Folcarde que toutes les autres sont à une distance qui doit nécessairement exclure toute idée de réunion; que Folcarde pourrait être le seul lieu sur avis duquel le projet pourrait être effectué s'il n'y avait pas d'ailleurs impossibilité.
"Considérant que malgré la proximité de ces deux communes il n'y a aucune espèce de rapport entre elles qui puisse légitimer une mesure qui bien loin de produire un bon effet pourrait bientôt causer des désordres que l'administration pourrait regretter plus tard en proposant une mesure dans laquelle elle ne voit que du bien pour la commune.
"Considérant qu'il n'y a aucune espèce de ressemblance entre les mœurs et les habitudes de ces deux petites communes toutes voisines, que celle de Rieumajou quoique plus nombreuse en population est toute composée sans exception de propriétaires cultivateurs de leurs biens qui ont tous en général de l'aisance tandis que la commune de Folcarde n'est composée que d'une population flottante, car il n'y a guère que des maîtres valets ou des brassiers et locataires des maisons du village; ainsi Rieumajou possède une population qui est attachée à son sol tandis que Folcarde ne présente pas le même avantage et sous tous ces rapports il ne peut y avoir beaucoup de sympathie entre des gens qui possèdent et ceux qui ne possèdent point, qui ne possèderont peut-être jamais de leur vie.
"Considérant que la mesure proposée porterait le plus grand préjudice à l'exercice du culte divin auquel le gouvernement comme les particuliers sont également intéressés car la réunion de ces deux communes empêcherait le desservant non seulement de se transporter aux lieux où son ministère serait réclamé, mais même les citoyens ne pourraient point pratiquer le culte avec l'assiduité qu'ils y mettent ni envoyer leurs enfants pour recevoir les instructions de la religion et ce à raison de l'éloignement. D'un autre côté la mesure proposée porterait le plus grand préjudice au prêtre desservant et par conséquent ralentirait son zèle car si la réunion s'opérait il ne pourrait plus obtenir qu'une seule somme de deux cents francs tandis qu'il obtient une double allocation de Rieumajou et de Folcarde conjointement; inconvénient qui en définitive retomberait sur la commune de Rieumajou.
"Considérant que les travaux administratifs de la commune n'ont jamais souffert aucune espèce de retard du moins par la faute du Maire ou de l'adjoint, que depuis plus de quarante ans que les institutions municipales sont connues il s'est présenté plusieurs occasions où il y avait une plus grande surcharge de travail que dans ce moment, que cependant tout a été fait en son temps sans que l'administration supérieure ait jamais adressé aucun reproche ni qu'elle ait jamais cherché à provoquer une réunion qui est incompatible ; et que si le conseil d'arrondissement avait considéré la mesure sous un autre point de vue que celui d'une mesure générale, il se serait abstenu de désigner Rieumajou pour la joindre à Folcarde.
"Considérant que la commune de Rieumajou a une population plus considérable que celle de Folcarde ; que l'étendue du terrain de Rieumajou se compose de 378 hectares 25 ares 40 centiares et paye 2426f 41c d'impôts d'où il résulte que l'imposition de Folcarde est de 9f par hectare, celle de Rieumajou de 6f41 centimes en sorte que les deux communes réunies ne payeraient plus que 7f37c par hectare ce qui procurerait une augmentation par hectare de 96 centimes à supporter par les propriétaires de Rieumajou laquelle augmentation donnerait un total de 362f88c.
"Considérant sous tous ces rapports qu'il n'y a ni intérêt ni convenance ni aucun avantage que l'administration pourrait y entrevoir mais bien plutôt préjudice et incompatibilité bien reconnue.
"Le conseil délibère à l'unanimité qu'il n'y a pas lieu à la réunion projetée par le conseil d'arrondissement.
Fait et délibéré à Rieumajou les jours mois et an que dessus." »

## Héraldique
En 1696, Jacques de Bareille, conseiller du Roi, receveur des tailles et de l'armorial du diocèse de Saint-Papoul, octroya à la communauté des habitants de Rieumajou le blasonnement suivant :
| Rieumajou | Son blasonnement est : De gueules au chevron d'argent, accompagné en chef de deux roses d'or et en pointe d'un lion du même. |

Ces armoiries furent enregistrées par le bureau de Castelnaudary de la sénéchaussée du Lauragais, moyennant acquittement d'un droit de 20 livres, en application de l'édit de novembre 1696 promulgué par Louis XIV dans le but de « remédier aux nombreux abus commis contre le droit héraldique ».

## Politique et administration

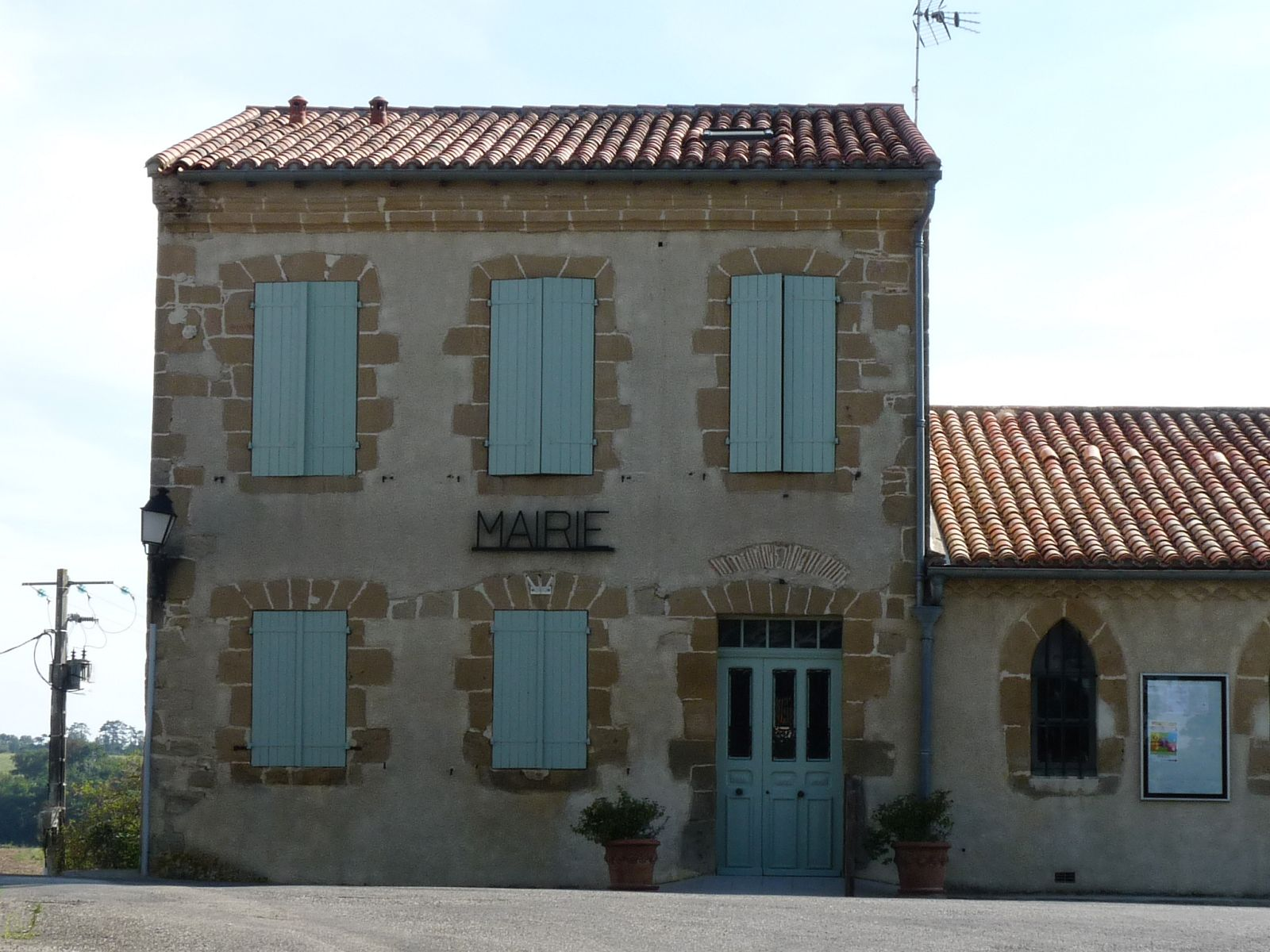
La mairie

### Administration municipale
Le nombre d'habitants au recensement de 2011 étant compris entre 100 et 499, le nombre de membres du conseil municipal pour l'élection de 2014 est de onze,.

### Rattachements administratifs et électoraux
Commune faisant partie de la septième circonscription de la Haute-Garonne de la communauté de communes des Terres du Lauragais et du canton de Revel (avant le redécoupage départemental de 2014, Rieumajou faisait partie de l'ex-canton de Villefranche-de-Lauragais) et avant le 1er janvier 2017 elle faisait partie de la communauté de communes Cap-Lauragais.

## Population et société

### Démographie
L'évolution du nombre d'habitants est connue à travers les recensements de la population effectués dans la commune depuis 1793. Pour les communes de moins de 10 000 habitants, une enquête de recensement portant sur toute la population est réalisée tous les cinq ans, les populations de référence des années intermédiaires étant quant à elles estimées par interpolation ou extrapolation. Pour la commune, le premier recensement exhaustif entrant dans le cadre du nouveau dispositif a été réalisé en 2006.

En 2022, la commune comptait 137 habitants, en évolution de +7,03 % par rapport à 2016 (Haute-Garonne : +8,02 %, France hors Mayotte : +2,11 %).
| 1793 | 1800 | 1806 | 1821 | 1831 | 1836 | 1841 | 1846 | 1851 |
| ---- | ---- | ---- | ---- | ---- | ---- | ---- | ---- | ---- |
| 229  | 204  | 229  | 232  | 203  | 206  | 228  | 229  | 243  |

| 1856 | 1861 | 1866 | 1872 | 1876 | 1881 | 1886 | 1891 | 1896 |
| ---- | ---- | ---- | ---- | ---- | ---- | ---- | ---- | ---- |
| 215  | 201  | 189  | 177  | 187  | 165  | 165  | 149  | 147  |

| 1901 | 1906 | 1911 | 1921 | 1926 | 1931 | 1936 | 1946 | 1954 |
| ---- | ---- | ---- | ---- | ---- | ---- | ---- | ---- | ---- |
| 133  | 139  | 144  | 126  | 115  | 114  | 106  | 99   | 94   |

| 1962 | 1968 | 1975 | 1982 | 1990 | 1999 | 2006 | 2011 | 2016 |
| ---- | ---- | ---- | ---- | ---- | ---- | ---- | ---- | ---- |
| 84   | 67   | 63   | 54   | 79   | 87   | 122  | 142  | 128  |

| 2021 | 2022 | - | - | - | - | - | - | - |
| ---- | ---- | - | - | - | - | - | - | - |
| 137  | 137  | - | - | - | - | - | - | - |

| selon la population municipale des années : | 1968 | 1975 | 1982 | 1990 | 1999 | 2006 | 2009 | 2013 |
| Rang de la commune dans le département      | 550  | 553  | 484  | 458  | 480  | 447  | 443  | 433  |
| Nombre de communes du département           | 592  | 582  | 586  | 588  | 588  | 588  | 589  | 589  |

### Économie
L'économie est principalement basée sur l'agriculture céréalière (maïs, blé, tournesol...).

### Enseignement
Rieumajou fait partie de l'académie de Toulouse.
L'éducation est assurée par un regroupement pédagogique intercommunal pour les classes de la maternelle au primaire avec les communes de Lux, Folcarde et Vallègue. Les classes CP, CE1, CE2, CM1 et CM2 sont assurées sur la commune de Vallègue.

### Culture
Festival (Fantassismik) dédié aux mondes de l'imaginaire.

### Activités sportives
Table de ping-pong, en pierre, à Rieumajou. Le filet est fait en métal, avec des trous assez gros pour faire passer une petite balle de ping-pong, il est un peu tordu. Elle est souvent utilisée pour des réunions amicales de personnes, qui sont là pour jouer (à toutes sortes de jeux pas forcément le ping-pong) ou pour discuter et s'amuser.

### Écologie et recyclage
La collecte et le traitement des déchets des ménages et des déchets assimilés ainsi que la protection et la mise en valeur de l'environnement se font dans le cadre de la communauté de communes Cap-Lauragais.

## Culture locale et patrimoine

### Lieux et monuments
- Église paroissiale Saint-Jean-Baptiste dont le clocher-mur ne comporte qu'une cloche.
- Statue de Notre-Dame de Lourdes.

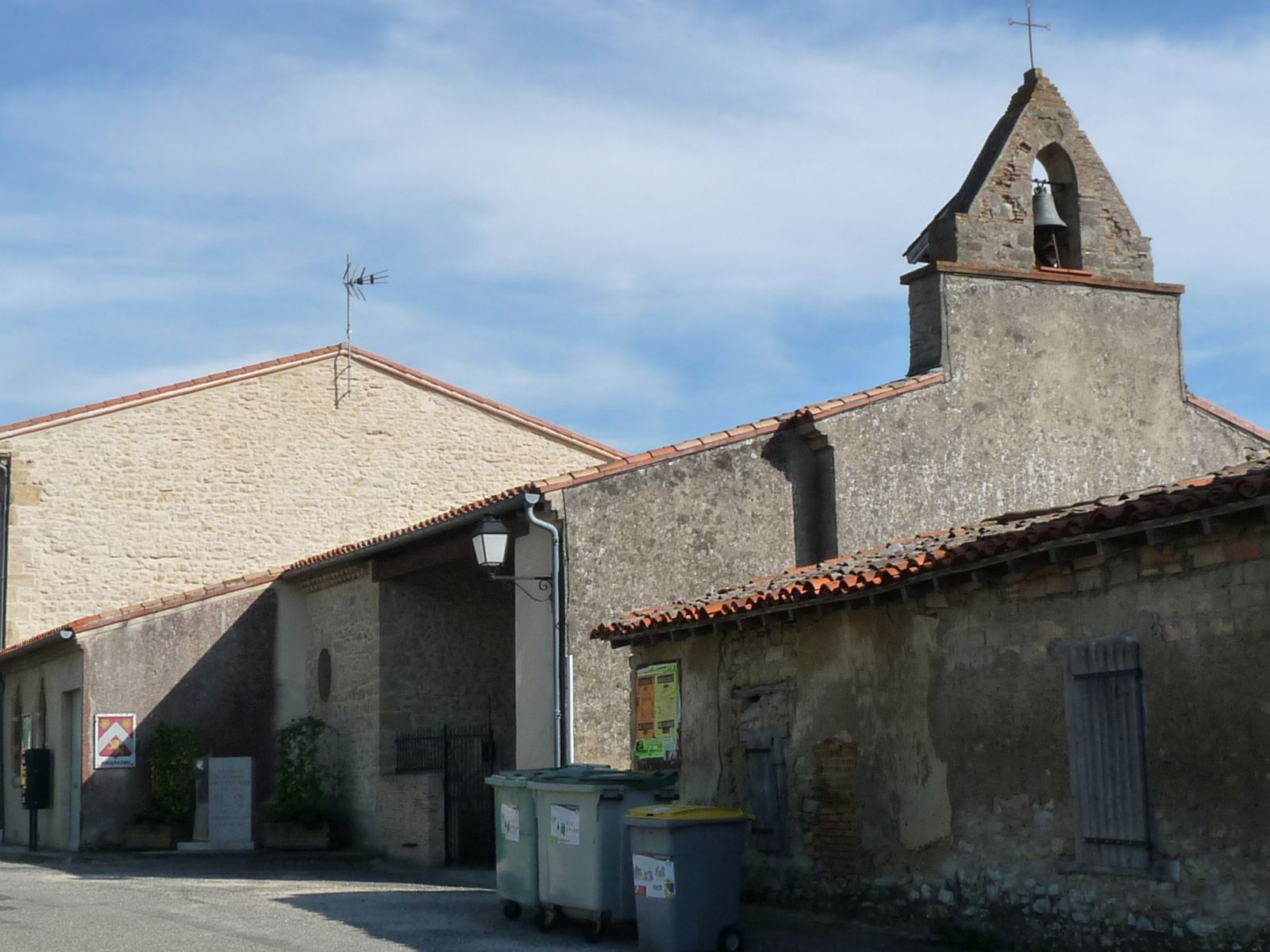
L'église Saint-Jean-Baptiste
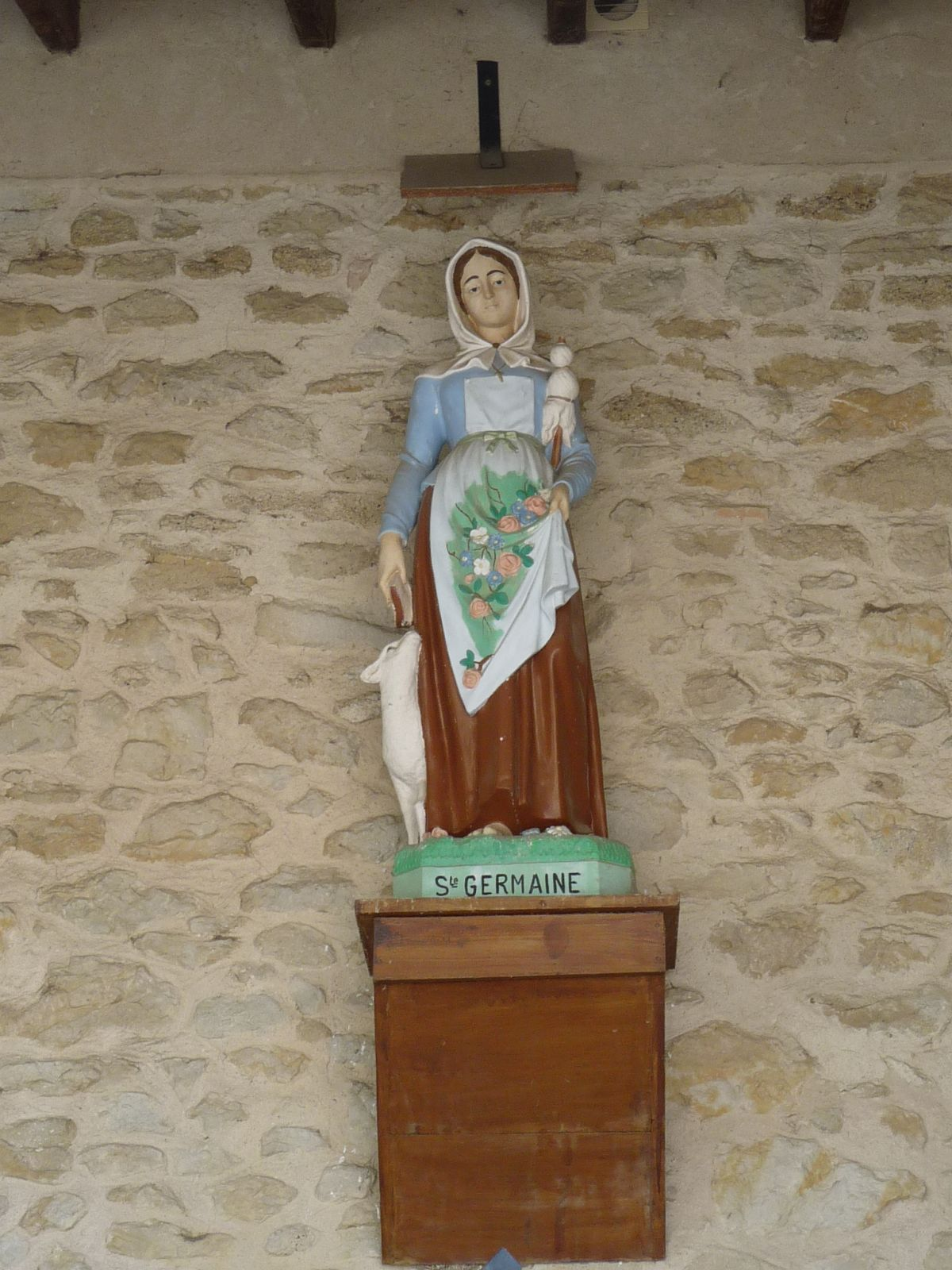
Statuette de sainte Germaine à l'entrée de l'église
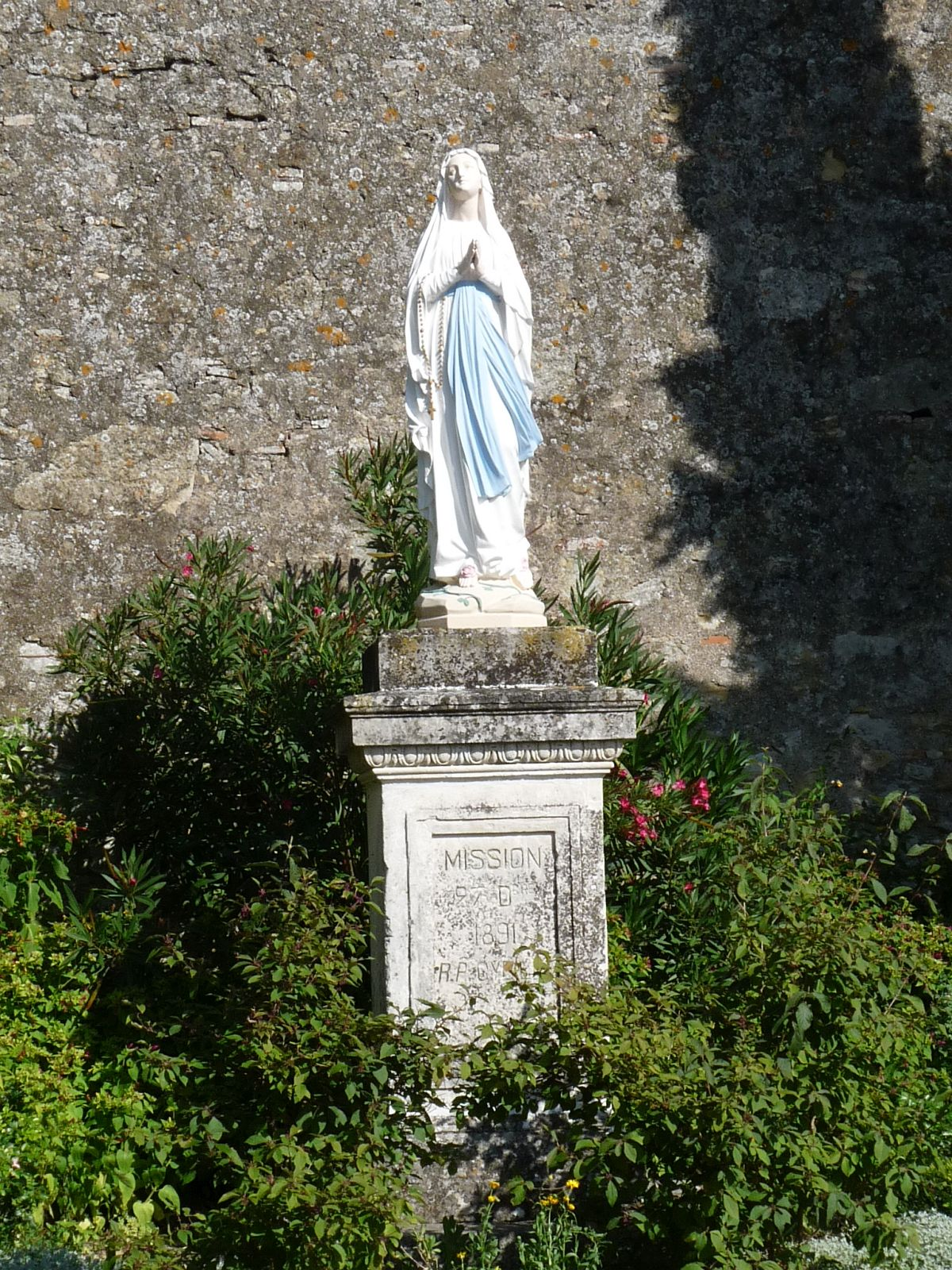
Statue de Notre-Dame de Lourdes
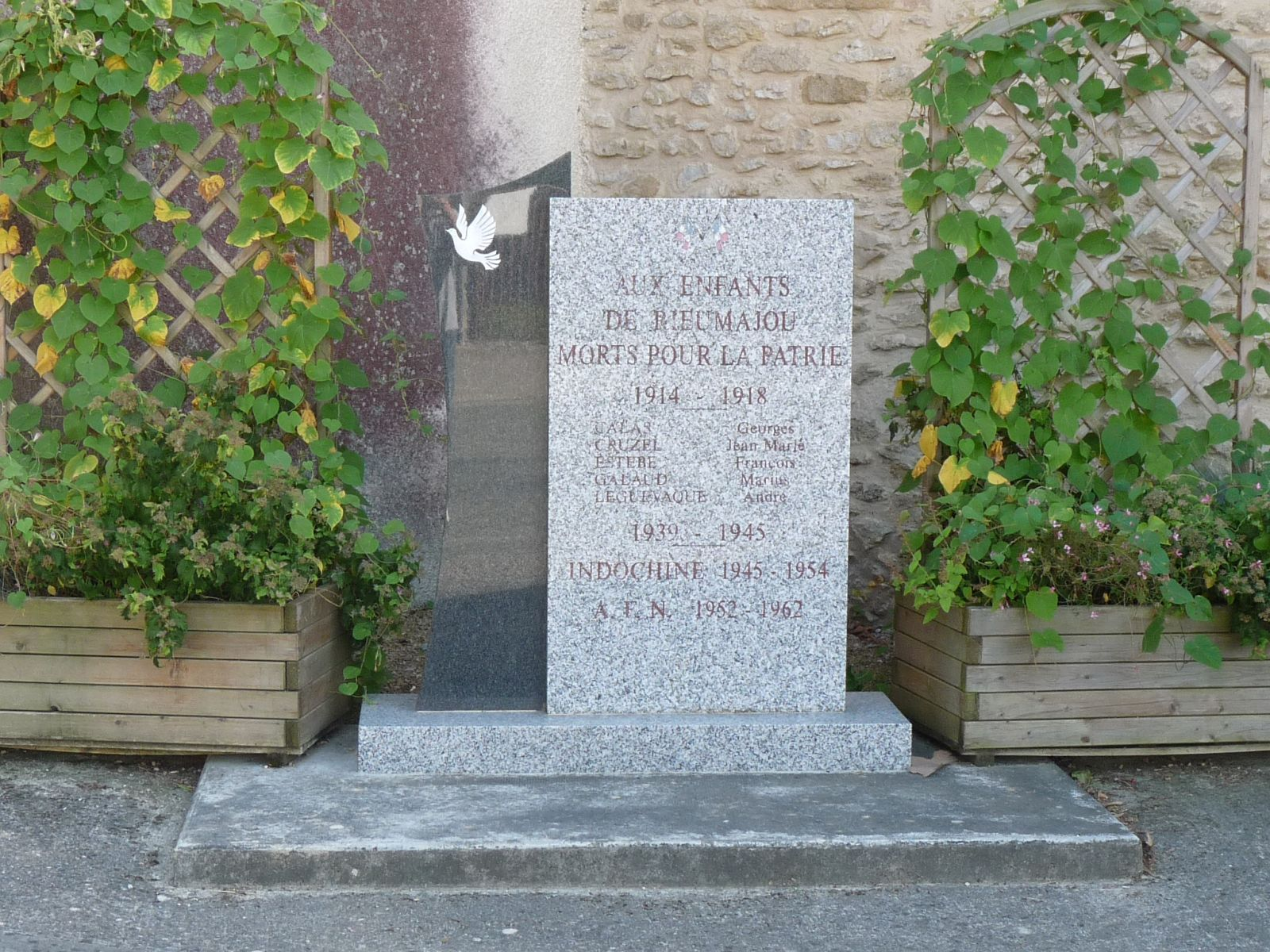
Le monument aux morts